# Попов, Вячеслав Павлович
Вячеслав Павлович Попов (род. 2 января 1998 года) — российский пловец в ластах, чемпион мира 2016 года в эстафете 4х200 метров.

## Карьера
Живёт в Красноярске и тренируется в красноярской СДЮСШОР «Спутник». Его тренером является отец — ЗТР П. А. Попов.
Результаты, показанные российскими четвёрками в эстафетах 4×100 и 4×200 метров на юниорском чемпионате мира 2014 года, остаются мировыми рекордами. Также завоевал серебро (200 метров) и бронзу (400 метров) в индивидуальных состязаниях. Приказом от 14 августа 2014 года № 100-нг удостоен звания мастер спорта России международного класса.
На молодёжном первенстве Европы 2015 года выиграл на дистанциях 50 и 100 метров в ластах, а также выиграл в эстафете 4×200 метров; завоевал серебро на дистанции 200 метров в ластах и бронзу — на дистанции 400 метров в ластах.
На чемпионате мира 2016 года в греческом Волосе стал чемпионом мира в эстафете 4х200 метров.